# James Joseph Sylvester
Pour les articles homonymes, voir Sylvester.
James Joseph Sylvester, né le 3 septembre 1814 et mort le 13 mars 1897 à Londres, est un mathématicien anglais.

## Biographie
Fils d’un commerçant juif de Londres, Abraham Joseph, James prend le nom anglais de James J. Sylvester à l’exemple de son frère qui venait d’émigrer aux États-Unis. Âgé de seulement 14 ans, il suit les conférences d’Augustus de Morgan à l’Université de Londres mais, accusé d'avoir tenté de poignarder un autre étudiant, sa famille doit lui interdire d'y retourner et l'inscrit à la Liverpool Royal Institution.
Sylvester est admis au St John's College (Cambridge) en 1831, pour y étudier les mathématiques sous la direction de John Hymers. Une dure maladie l'oblige à interrompre ces cours pendant près de deux ans ; malgré cela, il parvient à se classer deuxième au tripos de mathématiques en 1837 mais, faute d'avoir embrassé la religion anglicane, il ne se voit décerner aucun diplôme et ne peut prétendre à un poste d'enseignant. En 1838, Sylvester est recruté comme professeur de sciences physiques à l'University College London puis est admis l'année suivante comme membre de la Royal Society de Londres. 
Il commence à enseigner les mathématiques en 1841, à l'université de Virginie aux États-Unis, mais en est renvoyé au bout de quatre mois pour avoir répliqué aux insolences de deux élèves. Il part alors pour New York et s'y lie d'amitié avec un mathématicien de Harvard, Benjamin Peirce (le père de Charles Sanders Peirce) et un physicien de Princeton, Joseph Henry. Simultanément, Trinity College lui accorde le diplôme de Master of Arts.
Revenu en Angleterre en 1843, il est recruté quelques mois plus tard comme actuaire par une compagnie d'assurances, Equity and Law Life Assurance Society, et exerce bientôt de facto la charge de directeur, sans en avoir le titre car il faut pour cela, selon la loi anglaise, être diplômé en droit. Il s'inscrit donc au Barreau de Londres, et y fait la connaissance d'Arthur Cayley, avec qui il publie des articles sur la théorie des invariants et jette les bases du calcul matriciel. Il ne retrouve de poste de professeur qu'en 1855, à l’Académie royale militaire de Woolwich, mais n'y exercera que jusqu'en 1869, l'âge de la retraite du personnel militaire étant fixé en Angleterre à 55 ans. L'Académie de Woolwich lui refusa d'abord un salaire équivalent aux autres professeurs, et ce n'est qu'au terme d'une longue polémique, rendue publique par Sylvester dans les pages du courrier des lecteurs du Times qu'il obtiendra gain de cause.
Retourné aux États-Unis en 1877, il y enseigne les mathématiques à l'université Johns-Hopkins jusqu'en 1883. Il y crée en 1878 l'American Journal of Mathematics qui existe toujours. Il revient alors en Angleterre pour la seconde fois.
Il reçoit la Royal Medal en 1861 et la Médaille Copley de la Royal Society en 1880.

## Travaux
Il travaille avec Arthur Cayley sur les formes algébriques, particulièrement sur les formes quadratiques et leurs invariants (loi d'inertie de Sylvester) et à la théorie des déterminants, à la théorie des invariants et à la partition d'un entier. Il a introduit en 1850 le terme de matrice. Il définit un pantographe qui permet de réaliser mécaniquement une similitude quelconque.
Il écrit des centaines de mémoires qui ont pour la plupart été publiés dans le Cambridge and Dublin Mathematical Journal (en), le Philosophical Magazine, et les Philosophical Transactions.
Il introduit de nombreuses notations mathématiques, dont la fonction indicatrice d'Euler φ(n).
Ses œuvres complètes ont été publiées en quatre volumes.

## Concepts devant leur nom à Sylvester
- Déterminant de Sylvester
- Construction de Sylvester
- Critère de Sylvester
- Domaine de Sylvester (en)
- Équation de Sylvester
- Matrice de Sylvester
- Suite de Sylvester
- Théorèmes de Sylvester

## Hommages
En 1901, la médaille Sylvester de la Royal Society a été créée en son honneur.